# フランキー・ランドール
フランキー・ランドール（Frankie Randall、1961年9月25日 - 2020年12月23日）は、アメリカ合衆国の男性プロボクサー。アラバマ州バーミングハム出身。元WBC・WBA世界ジュニアウェルター級王者。
1994年にフリオ・セサール・チャベスからプロ初のダウンを奪い、さらにはプロデビューからの無敗記録を90（89勝1分）でストップさせた選手。

## 来歴
1981年6月25日、プロデビュー。
1994年1月29日、WBC世界ジュニアウェルター級王者フリオ・セサール・チャベスに挑戦し、12回判定勝ちで世界王座を獲得した。チャベスからプロ初のダウンを奪い、さらにはプロデビューからの無敗記録を90（89勝1分）でストップさせた。
1994年5月7日、初防衛戦でフリオ・セサール・チャベスと再戦し、8回負傷判定負けで王座から陥落した。
1994年9月17日、WBA世界ジュニアウェルター級王者ファン・マルチン・コッジに挑戦し、12回判定勝ちで世界王座を獲得した。
1996年1月13日、3度目の防衛戦でファン・マルチン・コッジと再戦し、4回負傷判定負けで王座から陥落した。
1996年8月16日、王者ファン・マルチン・コッジに再挑戦し、12回判定勝ちで王座に返り咲いた。試合後アルゼンチン・ボクシング・連盟がランドールからコカインやテオフィリンの陽性反応が検出されたと発表した。
1997年1月11日、初防衛戦でカル・ライリーと対戦し、11回TKO負けで王座から陥落した。
2000年12月10日、アントニオ・マルガリートと対戦し、4回TKO負け。
2001年8月24日、ホセ・アントニオ・リベラと対戦し、10回KO負け。
2004年5月22日、フリオ・セサール・チャベスとラバーマッチで対戦し、10回判定負け。
2005年7月15日の試合を最後に引退した。
2020年12月23日、テネシー州モリスタウンにある生活支援施設で、慢性外傷性脳症とパーキンソン病との長い闘病の末、死去。

## 獲得タイトル
- WBC世界ジュニアウェルター級王座（防衛0）
- WBA世界ジュニアウェルター級王座（防衛2）
- WBA世界ジュニアウェルター級王座（防衛0）